# Радивоје Лола Ђукић
Радивоје Лола Ђукић (Смедерево, 3. април 1923 — Београд, 7. септембар 1995) био је српски и југословенски телевизијски, позоришни и филмски редитељ и комедиограф.

## Биографија
Рођен је 3. априла 1923. године у Смедереву. Студирао је сликарство на Ликовној академији и филмску режију на Високој филмској школи у Београду.
Најпре је радио као уредник Дечјег и Драмског програма, као и Забавног програма Радио Београда. Оснивач је Хумористичког позоришта (Позориште на Теразијама), а у Телевизији Београд од њеног оснивања делује као помоћник директора за продукцију, главни и одговорни уредник културно-уметничког програма (до 1963). Највећи део своје активности на Телевизији Београд посветио хумористичком програму.
Режирао је више играних филмова. Поред тога снимао је документарне, наставне и лутка-филмове, као што је и писао песме и позоришне комаде за децу. Писац је многобројних комедија: Златни мајдан, Бог је умро узалуд, Човек са четири ноге, Морам да убијем Петра, Усрећитељ, Једна љубав и пет покојника, Крадем, крадеш, краду, и мјузикл Уби или пољуби.
Као комедиограф Ђукић је један од најигранијих домаћих аутора шездесетих и седамдесетих година на југословенским театарским сценама. Највећи део свога комедиографског стваралаштва посветио је телевизијском медију. Аутор је око 200 серијских хумористичких емисија и ТВ комедија и сатира које је најчешће сам режирао.
Аутор је хумористичких сећања објављених у књизи "Склеротични мемоари".
Био је ожењен глумицом Вером Ђукић. Њихов син Андрија је такође био редитељ. Друга супруга му је била новинарка Јелена Јовановић, која је после Лолине смрти све учинила да његов рад не падне у заборав.
Умро је 7. септембра 1995. године у Београду.

## Сценарио

### ТВ серије
- 1984 — Уби или пољуби
- 1984 — Позориште у кући
- 1970 — Десет заповести
- 1968 — Сачулатац
- 1968 — Спавајте мирно
- 1966 — Људи и папагаји
- 1966 — Црни снег
- 1965 — Лицем у наличје
- 1964 — Огледало грађанина Покорног
- 1959 — Сервисна станица

### Филмови
- 1983 — Човек са четири ноге
- 1971 — Балада о свирепом
- 1967 — Златна праћка
- 1964 — На место, грађанине Покорни!
- 1961 — Срећа у торби
- 1961 — Нема малих богова

## Режија

### ТВ серије
- 1984 — Уби или пољуби
- 1972 — Два капитена
- 1970 — Десет заповести
- 1970 — Ћу, ћеш, ће
- 1968 — Спавајте мирно
- 1966 — Црни снег
- 1965 — Лицем у наличје
- 1964 — Огледало грађанина Покорног
- 1959 — Сервисна станица

### Филмови
- 1983 — Човек са четири ноге
- 1971 — Балада о свирепом
- 1967 — Златна праћка
- 1964 — На место, грађанине Покорни!
- 1961 — Срећа у торби
- 1961 — Нема малих богова
- 1950 — Језеро